# Ceratina cognata
Ceratina cognata är en biart som beskrevs av Smith 1879. Den ingår i släktet märgbin och familjen långtungebin. Inga underarter finns listade i Catalogue of Life.

## Beskrivning
Ceratina cognata är ett slankt, förhållandevis litet bi: Honan har en kroppslängd av 6 till 8,5 mm, hanen 6 till 7,5 mm. Grundfärgen är svart med gula markeringar på kinderna, hos hanen även på överläppen (labrum) och nederdelen av ansiktet. Båda könen har gula tvärstrimmor på tergit 1 till 5. Benen har omfattande gula markeringar.

## Utbredning
Utbredningsområdet omfattar södra Kina över Indokina och Thailand till Malackahalvön och Indonesien.

## Ekologi
Arten är ett solitärt (icke-socialt) bi. Det är polylektiskt, det flyger till blommande växter från flera olika familjer, bland annat gurka och pumpa ur gurkväxternas familj samt mango som tillhör sumakväxterna.
Som alla märgbin bygger arten sina larvbon i märgen på olika växter.